# انعطاف‌پذیری شناختی
انعطاف‌پذیری شناختی به عنوان مهارت و توانایی ذهن برای سوئیچ کردن بین دو موضوع مختلف و توانایی فکر کردن در مورد مفاهیم چندگانه به‌طور همزمان توصیف شده‌است. انعطاف‌پذیری شناختی معمولاً به عنوان یکی از کارکردهای اجرایی توصیف می‌شود. دو زیر شاخه انعطاف‌پذیری ادراکی، «تعویض وظیفه» و «انتقال ادارکی» هستند که به ترتیب به اینکه این تغییر در ضمیر ناخودآگاه یا آگاه رخ می‌دهد بستگی دارد.
انعطاف‌پذیری شناختی در طول عمر فرد تغییر می‌کند. علاوه بر این، شرایط خاصی مانند اختلال وسواس اجباری، با کاهش انعطاف‌پذیری شناختی در ارتباط هستند. از آنجا که انعطاف‌پذیری شناختی جزئی لازم و حیاتی در امر یادگیری است هر گونه نقص در این زمینه ممکن است پیامدهای دیگری داشته باشد.
تحقیقات از طریق تصویربرداری رزونانس مغناطیسی کاربردی یا اف‌ام‌آرآی (fMRI) نشان داده‌است زمانی که فرد درگیر فعالیت‌های انعطاف‌پذیری شناختی می‌شود، مناطق خاصی از مغز فعال می‌شوند. این مناطق شامل قشر پیش‌پیشانی، عقده‌های قاعده‌ای، قشر کمربندی قدامی و قشر جداری خلفی می‌باشد. مطالعات انجام شده در افراد مختلف و سنین مختلف و با نقایص خاص، اطلاعات بیشتری را در مورد اینکه چگونه انعطاف‌پذیری شناختی درون مغز توسعه می‌یابد و تغییر پیدا می‌کند را در اختیار ما قرار می‌دهد.

## تعاریف
انعطاف‌پذیری شناختی را می‌توان از دیدگاه‌های مختلف مورد بررسی قرار داد. یک تعریف برآمده از تحقیقات در زمینه انعطاف‌پذیری شناختی، تغییر در شیوه تفکر است؛ چه این امر به‌طور خاص براساس ایجاد تغییر در قوانین صورت بگیرد یا به‌طور گسترده براساس نیاز به ایجاد تغییر در باورهای قبلی و رسیدن به افکار جدید رخ دهد. علاوه بر این انعطاف‌پذیری شناختی به اندیشیدن به‌طور همزمان به جنبه‌های مختلف یک موضوع اشاره می‌کند، چه این تفکر پیرامون دو جنبه متفاوت از یک موضوع خاص یا جنبه‌های بسیار متفاوتی از یک موقعیت پیچیده باشد. سایر تعاریف و اجزا مرتبط با انعطاف‌پذیری شناختی شامل انعطاف‌پذیری ذهنی، مجموعه تغییرات ذهنی، انتقال ادراکی، تعویض وظیفه و تغییر مسیر توجه است.
انعطاف‌پذیری شناختی در طول عمر فرد تغییر می‌کند. محققین به‌طور خاص انعطاف‌پذیری شناختی را به عنوان ظرفیت انتقال توجه و تفکر فرد، بین وظایف یا کارکردهای مختلف، به خصوص در واکنش به نیازها و تغییرات ایجاد شده در قوانین توصیف کرده‌اند. برای مثال، هنگام مرتب‌سازی کارت‌ها براساس قوانین خاص، اگر کودکان بتوانند پس از مرتب‌سازی کارت‌ها بر اساس رنگ اشکال روی کارت، آن‌ها را بر اساس نوع اشکال بر روی کارت مرتب کنند از نظر ادراکی انعطاف‌پذیر شناخته می‌شوند.
انعطاف‌پذیری شناختی بیشتر به عنوان توانایی تغییر تفکر فرد از موقعیت‌های قدیمی به موقعیت‌های جدید، غلبه بر پاسخ‌ها یا تفکراتی رایج و همچنین سازگاری و انطباق یافتن با موقعیت‌های جدید توصیف شده‌است. به این ترتیب، اگر فرد در هنگام نیاز قادر به غلبه بر باورها یا عادات قبلی خود باشد از نظر شناختی انعطاف‌پذیر تلقی می‌شود. در نهایت توانایی اندیشیدن به‌طور همزمان به دو جنبه از یک موضوع، جسم، ایده یا موقعیت به انعطاف‌پذیری شناختی بستگی دارد. با توجه به این تعاریف، هنگام مرتب‌سازی کارت‌ها بر اساس قوانین خاص، در صورتی‌که کودکان بتوانند کارت‌ها را به‌طور همزمان بر اساس رنگ اشیاء و نوع اشیاء روی کارت مرتب کنند از نظر شناختی انعطاف‌پذیر در نظر گرفته می‌شوند. به‌طور کلی، انعطاف‌پذیری شناختی به عنوان توانایی داشتن آگاهی، به صورت هم‌زمان از تمام گزینه‌های ممکن و در هر وضعیت خاص تعریف شده‌است.

### عوامل تأثیرگذار
صرف نظر از تعریف معنایی، محققان به‌طور کلی توافق دارند که انعطاف‌پذیری شناختی بخشی از کارکرد اجرایی و مرتبه بالاتری از درک می‌باشد که در برگیرنده توانایی فردی در کنترل شیوه تفکر است. عملکرد اجرایی شامل جنبه‌های دیگر شناخت از جمله مهار احساسات، حافظه، ثبات هیجانی، برنامه‌ریزی و سازمان است. انعطاف‌پذیری ادراکی به شدت با تعدادی از این توانایی‌ها، از جمله مهار احساسات، برنامه‌ریزی و حافظه کاری ارتباط دارد؛ بنابراین، هنگامی که یک فرد قادر به مهار جنبه‌های محرک یک موضوع برای دستیابی به تمرکز بر جنبه‌های مهم‌تر (مانند مهار رنگ شی برای تمرکز بر نوع شی) آن است، از نظر شناختی انعطاف‌پذیر می‌باشد. به این معنا که این افراد در برنامه‌ریزی، سازماندهی و بکارگیری استراتژی‌های ویژه حافظه بهتر عمل می‌کنند.
محققان به این نتیجه رسیده‌اند که انعطاف‌پذیری شناختی نیز بخشی از طبقه‌بندی چندگانه است که در اصل توسط ژان پیاژه شرح داده شده‌است. در طبقه‌بندی وظایف چندگانه، شرکت کنندگان (در درجه اول کودکانی که این مهارت در آن‌ها توسعه یافته یا در حال توسعه این مهارت هستند) باید اشیا را به شیوه‌های مختلفی طبقه‌بندی کرده و همزمان به‌طور انعطاف‌پذیر در مورد آنها فکر کنند. به علاوه، برای رسیدن به انعطاف‌پذیری ادراکی، باید بر تمایل به تمرکز تک بعدی بر یک وجه از موضوع که ویژگی خاص کودکان است غلبه کنند. برای مثال هنگامی که کودکان خردسال هستند ممکن است تنها قادر به تمرکز بر یک جنبه از یک شی (به عنوان مثال رنگ شی) باشند و توانایی تمرکز بر روی هر دو جنبه (یعنی رنگ و شکل شی) را نداشته‌باشند. بدین ترتیب، تحقیقات نشان می‌دهد که اگر یک فرد در شیوه تفکر آن‌ها مداخله کند، آن‌ها به‌طور شناختی انعطاف‌پذیر خواهند بود.
تحقیقات نشان داده‌است که انعطاف‌پذیری شناختی با دیگر توانایی‌های شناختی مانند: هوش سیال، شیوایی خواندن و درک مطلب در ارتباط است. هوش سیال، به عنوان توانایی حل مشکلات در موقعیت‌های جدید توصیف می‌شود، وقتی کسی قادر به استدلال سیال است، به احتمال زیاد به‌طور شناختی انعطاف پذیرتر است. علاوه بر این، اثبات شده‌است آن‌هایی که قادر به داشتن انعطاف در قوای ادراکی هستند، قابلیت سوئیچ کردن بین موضوعات مختلف یا به‌طور همزمان فکر کردن در مورد صداها و معانی را دارند، که این امر شیوایی خواندن و توانایی درک مطلب را افزایش می‌دهد. همچنین نشان داده شده‌است که انعطاف‌پذیری شناختی با توانایی‌های فردی برای مقابله با موقعیت‌های خاص در ارتباط است. به عنوان مثال، زمانی که افراد بهتر می‌توانند تفکر خود را از وضعیت به وضعیت تغییر دهند، کم‌تر بر موارد استرس‌زا در این موقعیت‌ها تمرکز خواهند کرد.
به‌طور کلی، محققان در این زمینه بر توسعه انعطاف‌پذیری شناختی بین سنین سه و پنج سال تمرکز دارند. اگر چه، انعطاف‌پذیری شناختی یک مفهوم گسترده‌است که می‌تواند در تمام سنین و موقعیت‌های مختلف مورد مطالعه قرار گیرد؛ بنابراین، طبق تحقیقات، با وظایفی که از ساده تا پیچیده‌تر متغیر است، یک زنجیره رشد وجود دارد که از کودکی تا بزرگسالی گسترش می‌یابد.

## معیارها / ارزیابی‌ها
روش‌های متفاوتی برای ارزیابی سطوح مختلف انعطاف‌پذیری شناختی در سنین مختلف وجود دارند. در زیر تست‌های رایجی که برای ارزیابی انعطاف‌پذیری شناختی که به ترتیب سن مناسب رشد استفاده می‌شود آورده شده‌است.

### تمرین الف نه ب
در تمرین الف نه ب، به کودکان یک شی که در محل الف پنهان شده و در دسترس‌شان قرار دارد نشان داده می‌شود، سپس آنها خواسته می‌شود به دنبال آن شی در محل الف بگردند، جایی که آن را پیدا می‌کنند. این فعالیت چندین بار با شی پنهان شده در محل الف تکرار می‌شود. سپس در آزمونی دیگر، شی مورد نظر در مکان ب، جایی که به سادگی قابل دسترسی است قرار داده می‌شود. به‌طور معمول، کودکان کم‌تر از یک سال شی مورد نظر را در مکان الف، جایی که قبلاً آن را مخفی کرده بودند، جستجو می‌کنند. با این حال، بعد از سن یک سالگی، بچه‌ها توانایی تغییر ذهنی را دارند تا انعطاف‌پذیری نشان داده و شی را در مکان ب پیدا کنند. محققان توافق کرده‌اند که آزمون الف نه ب یک کار ساده است که به‌طور مؤثر انعطاف‌پذیری ادراکی را در طول دوران کودکی اندازه‌گیری می‌کند.

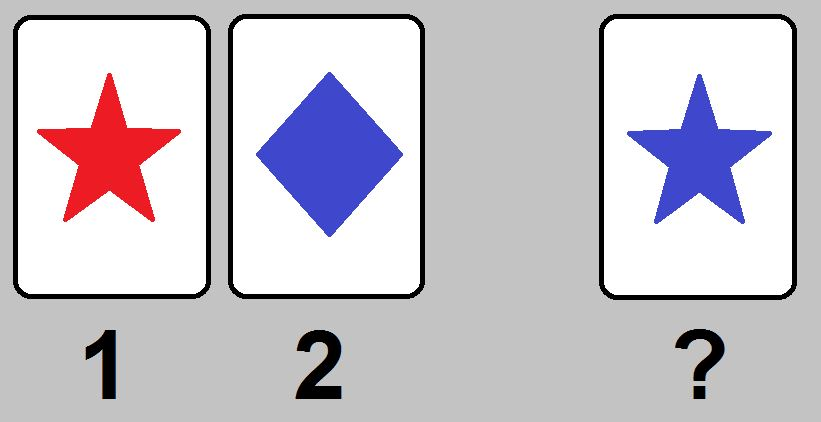
وظیفه مرتب‌سازی کارت‌ها بر مبنای تغییرات ابعادی

### وظیفه مرتب‌سازی کارت‌ها بر مبنای تغییرات ابعادی
در روش مرتب‌سازی کارت بر مبنای تغییر ابعاد، ابتدا از کودکان خواسته می‌شود تا کارت‌ها را بر مبنای یک بعد (مانند رنگ) مرتب‌سازی کنند، سپس از آن‌ها خواسته می‌شود با تغییر استراتژی کارت‌ها را بر اساس بعد دوم (مانند شکل) مرتب کنند. به‌طور معمول، کودکان سه ساله قادر به مرتب کردن کارت‌ها بر اساس یک بعد هستند، اما قادر به مرتب‌سازی آن‌ها بر اساس بعد دوم نیستند. با این حال، کودکان پنج ساله قادر به مرتب کردن کارت‌ها بر اساس یک بعد و پس از آن مرتب‌سازی آن‌ها بر مبنای بعد دوم می‌باشند.
همچنین برای اندازه‌گیری انعطاف‌پذیری شناختی می‌توان به آزمون‌های دیگری از جمله: آزمون دسته‌بندی کارت ویسکانسین، آزمون طبقه‌بندی چندگانه کارت و تست استروپ اشاره کرد.